# The Botany of Captain Beechey's Voyage
The Botany of Captain Beechey's Voyage (abreviado Bot. Beechey Voy.) es un libro con ilustraciones y descripciones botánicas que fue escrito conjuntamente por William Jackson Hooker y George Arnott Walker Arnott. Fue publicado en Londres en diez partes en los años 1830 a 1841.

## Publicación
- 1, pp. 1-48 (Dec 1830);
- 2, pp. 49-96 (Jan-Feb 1832);
- 3, pp. 97-144 (Oct-Nov 1832);
- 4, pp. 145-192 (Oct 1833);
- 5, pp. 193-240 (Jul-Aug 1837);
- 6, pp. 241-288 (Jul 1838);
- 7, pp. 289-336 (Dec 1838);
- 8, pp. 337-384 (Jan-May 1839);
- 9, pp. 385-432 (Feb-Mar 1840);
- 10, pp. 433-485 (Jan-Jun 1841)